# Телуричні струми

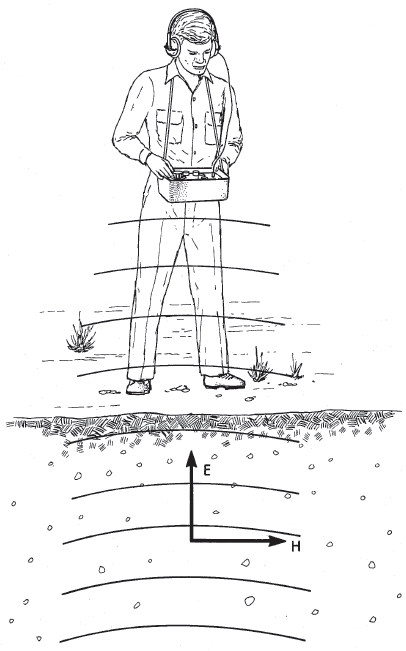
Телуричні струми

Телуричні струми (також земні струми; рос. теллурические токи, англ. telluric currents, Earth currents, нім. Erdströme m pl, tellurische Erdströme m pl) — електричні струми в земній корі. Пов'язані з варіаціями магнітного поля Землі, з електричним полем атмосфери, циркуляцією мінералізованих розчинів, електрохімічними та термоелектричними процесами у гірських породах.

## Загальна характеристика
Телуричні струми індукційного походження мають як регіональний, так і глобальний характер. Струми ж, викликані електрохімічними та термоелектричними процесами більш локальні. Інтенсивність і напрямок телуричних струмів змінюються в часі з періодами від кількох років до декількох хвилин і секунд. Коливання напруженості Е електричного поля телуричних струмів вивчають за зміною різниці потенціалів між електродами, опущеними в землю (або в морську воду) на відстані від декількох сотень м до декількох км. Амплітуда цих варіацій змінюється в межах від часток до сотень мВ/км в залежності від складу підстилаючих порід, географічного положення точки вимірів на земній поверхні і збуреності геомагнітного поля. У літосфері зазвичай реєструють телуричні струми силою до 100 мА, а в періоди збурень електричного і магнітного полів Землі до 2,5 А. Середня щільність телуричних струмів доходить до 2 А на квадратний кілометр. Найбільших значень Е досягає на виходах кристалічного фундаменту земної кори, в області овалу полярних сяйв, а також під час магнітних бур. Для телуричних струмів у морі характерні менші значення Е, які збільшуються поблизу берегів. Вимірювання струмів, що наводяться індуктивно в морській воді в результаті її руху в постійному геомагнітному полі, дозволяє визначати швидкість морських течій. Телуричні струми дозволяють отримати цінну інформацію про короткоперіодичні коливання геомагнітного поля. Спостереження телуричних струмів використовуються при розвідці корисних копалин і глибинних дослідженнях верхньої мантії.

## Інтернет-ресурси
- The Earth's Electrical Surface Potential